# Koszmosz–246
Koszmosz–246 (oroszul: Космос 246) Koszmosz műhold, a szovjet műszeres műhold-sorozat tagja. Második generációs Zenyit–4 felderítő műhold.

## Küldetés
Meghatározott űrkutatási és katonai programot hajtott végre. Programja a Koszmosz–241-gyel megegyező. Az emberes űrkutatási program végrehajtását segítette.

## Jellemzői
Az OKB–1 tervezőirodában kifejlesztett, ellenőrzése alatt gyártott műhold.
1968. október 7-én a Pleszeck űrrepülőtérről egy Voszhod (11A57) típusú hordozórakétával juttatták Föld körüli, közeli körpályára. Az orbitális egység pályája 89,18 perces, 65.37 fokos hajlásszögű, elliptikus pálya perigeuma 149 kilométer, apogeuma 321 kilométer volt. Hasznos tömege 4730 kilogramm. A sorozat felépítését, szerkezetét, alapvető fedélzeti rendszereit tekintve egységesített, szabványosított tudományos-kutató űreszköz. Áramforrása kémiai akkumulátorok, szolgálati élettartama 10 nap.
Az űreszköz belső térben különféle számlálók (detektorok) voltak elhelyezve. Fototechnikai (fényképezőgép, televíziós kamera) berendezései nagy pontosságú (3000 milliméter/3-5 méter közötti felbontású) képeket készítettek.
1968. október 12-én 5 napos szolgálati idő után, földi parancsra belépett a légkörbe és hagyományos – ejtőernyős leereszkedés – módon visszatért a Földre.